# Macromesus

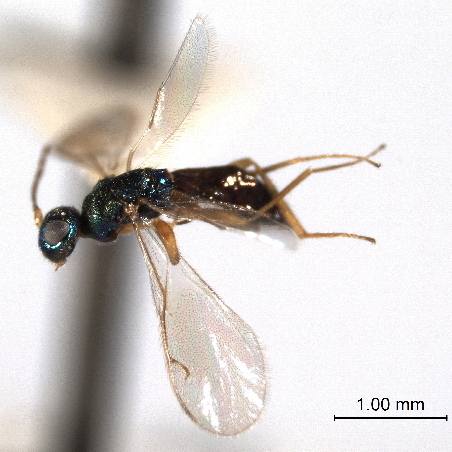
Macromesus americanus

Macromesus (лат.) — род хальцидоидных наездников, единственный в составе семейства Macromesidae (Chalcidoidea). Ранее (до 2022 года) включался в состав Pteromalidae.

## Описание
Относительно крупнотелые хальцидоиды (около 5 мм; Macromesus africanus около 10 мм). Антенны с 10 (самки) или 11 (самцы) члениками жгутика. Лицо между скуловой бороздкой и торулусом со второй продольной бороздкой. Клипеус без поперечной субапикальной бороздки. Лабрум субпрямоугольный и скрытый, с краевыми волосками в ряд. Мандибулы с 3 зубцами. Субфораминальный мост с постгенами, разделенными нижним тенториальным мостом, за исключением небольшого постгенального моста дорсальнее гипостомы. Мезоскутеллум с френумом, обозначенной латерально, и с аксиллярным килем или бороздкой. Мезоплевральная область без расширенного акроплеврона. Проподеум со спиралью, отделенной от переднего проподеального края более чем на собственную длину. Передние и задние ноги с 5 тарзомерами, средние ноги у самок с 4 тарзомерами. Шпора передней голени длинная и изогнутая; базитарзальный гребень продольный. Метасома с синтергумом, без эпипигия.
Паразитоиды короедов (Scolytidae), а вид Macromesus americanus кроме короедов также отмечен и на долгоносиках (Curculionidae).

## Систематика
Описано около 10 видов. Род был впервые описан в 1848 году. В 1959 году род был выделен в отдельное подсемейство Macromesinae Graham, 1959 в составе семейства Pteromalidae. В 2022 году в ходе реклассификации Pteromalidae это крупнейшее семейство хальцидоидных наездников было разделено на 24 семейства и Macromesinae выделены в отдельное семейство Macromesidae.
Macromesus, единственный род в составе Macromesidae, отличается от других Chalcidoidea количеством членов лапок у самок и обычно заметной второй продольной бороздкой на нижней части лица, хотя в остальном он имеет некоторое сходство с другими крупнотелыми хальцидоидами с металлической окраской. Расстояние от проподеального дыхальца до переднего края проподеума очень сходно с Ceidae или Hetreulophidae, но этот признак, скорее всего, конвергентный, очевидно, возникший у Macromesidae из-за его необычного проподеума.
- Macromesus africanus Ghesquiere, 1963 (Марокко)[7]
- Macromesus americanus Hedqvist, 1960 (США)[8]
- Macromesus amphiretus Walker, 1848 (Европа, Иран)
- Macromesus brevicornis Yang, 1996 (Китай)
- Macromesus cryphali Yang, 1996 (Китай)
- Macromesus filicornis (Delucchi, 1956) (Африка, Заир)
  - Crossotomoria filicornis Delucchi, 1956
- Macromesus fulvicoxa (Girault, 1925) (Австралия)
  - Metasystasis fulvicoxa Girault, 1925
- Macromesus harithus Narendran, 2001 (Индия)[9]
- Macromesus huanglongnicus Yang, 1996 (Китай)
- Macromesus javensis Hedqvist, 1968 (Ява+Бали, Индонезия)
- Macromesus mediterraneus Bachmaier, 1973 (Корсика, Франция)[10]
- Macromesus persicae  Yang, 1996 (Китай)